# Леблан, Карина
Карина Шенель Леблан (англ. Karina Chenelle LeBlanc; род. 30 марта 1980, Атланта, США) — канадский футбольный вратарь и спортивный администратор. В составе женской сборной Канады — бронзовый призёр Олимпийских игр 2012 года, чемпионка (2011) и бронзовый призёр (2007) Панамериканских игр, двукратная чемпионка КОНКАКАФ (1998, 2010). В составе клуба «Нью-Джерси Уайлдкэтс» — чемпионка W-League (2005), в составе клуба «Портленд Торнс» — чемпионка Национальной женской футбольной лиги (2013). По завершении игровой карьеры — посол ЮНИСЕФ, в 2018—2021 годах возглавляла женский отдел КОНКАКАФ. Член Зала футбольной славы Канады (2020).

## Детство и университет
Карина Леблан, дочь уроженцев Доминики и Ямайки, родилась в 1980 году в Атланте (Джорджия), где её родители пережидали ураган, захвативший острова Карибского бассейна. Помимо Карины, у Вэнса и Уинсом Леблан были ещё двое детей — старшая дочь Шарма и младший брат Курт. В 8 лет девочка переехала с семьёй из Розо в Мейпл-Ридж (Британская Колумбия). С 12 лет играла в футбол за местный женский футбольный клуб, участвовала также в школьных соревнованиях по баскетболу, хоккею и лёгкой атлетике. Особенно высоких успехов достигла в баскетболе, где входила в символическую сборную провинции, а в 1997 году была названа лучшей защитницей Британской Колумбии.
По окончании школы Леблан поступила в Университет Небраски в Линкольне. Несмотря на то, что в её школе не было футбольной программы для девочек, газета USA Today назвала её в 1997 году одним из 20 самых ценных приобретений женских футбольных программ NCAA. Леблан начала выступления за «Корнхаскерз» как запасной вратарь и в общей сложности сыграла за сезон 1997 года 221 минуту в 11 играх (в 7 из которых её команда не пропустила ни одного мяча). На следующий год она была уже основным вратарём университетской сборной и выходила в стартовом составе на поле в 20 играх, 11 из которых отстояла всухую. Канадка пропустила лишь 14 мячей за 1802 минуты — 0,7 мяча за игру, что было вторым результатом за этот сезон в конференции Big 12 и 17-м по всей стране. По итогам сезона она была включена в первую символическую сборную конференции.
В сезоне 1999 года Леблан установила новый рекорд сборной Университета Небраски в Линкольне, проведя на поле в общей сложности почти 2300 минут. Она выходила на поле в стартовом составе в 25 играх, одержала с командой 22 победы (из них 13 с сухим счётом) при 2 ничьих и 1 поражении и пропускала за игру в среднем 0,51 мяча, что было лучшим показателем сезона в конференции и 5-м по стране, а также повторением рекорда команды. На отрезке регулярного чемпионата с 26 сентября по 10 октября Леблан отстояла всухую 6 матчей, а в общей сложности не пропускала голов на протяжении 650 минут подряд. В плей-офф чемпионата NCAA вратарь пропустила лишь один мяч за 330 минут игры, обеспечив сухие победы над соперницами из Миннесотского университета и Техасского университета A&M, прежде чем уступить команде Университета Нотр-Дам. По итогам сезона Леблан снова была включена в состав символической сборной конференции и названа её самым прогрессирующим игроком.
Последний сезон Леблан в Университете Небраски был ещё более удачным. В этом сезоне она провела 11-й за историю I дивизиона NCAA отрезок без пропущенных голов (710 минут 22 секунды), а всего отстояла рекордные для своего вуза 14 матчей всухую, в среднем пропуская 0,4 мяча за игру — лучший показатель в конференции и второй по всей стране. Канадка была включена во вторую символическую сборную конференции, а также в символическую сборную студенток 4-го курса. Всего за время выступлений за «Корнхаскерз» Леблан провела 69 матчей (60 побед при 6 поражениях и 3 ничьих), в среднем за игру пропуская 0,54 гола (на тот момент 7-й результат за всю историю I дивизиона NCAA), а в рамках конференции Big 12 одержала 28 побед при 2 поражениях и пропустила за 30 игр только 13 мячей. Она окончила университет со степенью по управлению бизнесом.

## Выступления за сборную
В 1997 году Леблан была приглашена в канадскую национальную программу подготовки футболистов. В том же году она выиграла Канадские игры с командой Британской Колумбии, а в 18 лет впервые сыграла за национальную сборную Канады — это произошло в товарищеском матче 21 июля 1998 года против сборной КНР. Позже в том же году молодая футболистка была включена в состав сборной страны на чемпионат КОНКАКАФ; в это время она была одним из самых юных игроков в команде. Канадки завоевали на этом турнире золотые медали и обеспечили себе участие в чемпионате мира 1999 года в США.
В 1999 году Леблан выступала за Канаду на Панамериканских играх в Виннипеге, где хозяйки турнира были представлены сборной девушек (до 20 лет). Она была также включена в состав основной сборной страны на чемпионате мира в качестве запасного вратаря, где была самым молодым игроком команды, но на поле не выходила. Вместо этого Леблан отыграла в качестве основного вратаря в серии товарищеских игр против команд Мексики и США.
За 2002 год Леблан пять раз отстояла игры за сборную Канады всухую — повторение национального рекорда, принадлежавшего Николь Райт. На следующий год заняла со сборной Канады 4-е место на чемпионате мира, остающееся лучшим результатом команды в рамках этого турнира. С середины 2000-х годов Леблан делила место в воротах сборной с Эрин Маклеод, а затем также со Стефани Лаббе, со временем установив новый рекорд сборной как по общему количеству матчей, так и по матчам, отыгранным без пропущенных голов. На своих вторых Панамериканских играх, в 2007 году в Рио-де-Жанейро, она завоевала со сборной Канады бронзовые медали, а на следующий год сыграла один матч в её составе в ходе первого в истории команды участия в олимпийском футбольном турнире.
В 2010 году второй раз выиграла со сборной Канады чемпионат КОНКАКАФ, став первой двукратной победительницей этого турнира в истории команды. На следующий год на Панамериканских играх в Мексике дошла с национальной сборной до финала, где отразила два послематчевых пенальти, завоевав в итоге чемпионское звание. В 2012 году сыграла свой сотый матч за сборную Канады, а затем на Олимпийских играх в Лондоне вышла в стартовом составе команды на матч группового этапа против сборной ЮАР и отстояла эту игру всухую (итоговая победа канадок 3:0). Сборная Канады развила успех в плей-офф, завоевав бронзовые олимпийские медали — первые для Канады в традиционном летнем командном виде спорта с 1936 года.
В 2015 году, на исходе карьеры, была заявлена в составе сборной Канады на свой пятый чемпионат мира, но на поле уже не выходила. Последнюю игру за национальную сборную провела в январе 2015 года, в общей сложности отыграв за команду 110 матчей, из которых в 47 не пропустила ни одного гола (33 из этих встреч канадки выиграли). Помимо медалей Олимпийских и Панамериканских игр, Леблан в общей сложности 6 раз становилась призёром чемпионатов КОНКАКАФ — 2 золотые, 3 серебряные и одна бронзовая медаль.

## Клубная карьера
В декабре 2000 года Леблан была в первом драфте Женской объединённой футбольной ассоциации (WUSA) — новой профессиональной женской лиги, состоявшей из восьми клубов и планировавшей начать свой первый сезон в апреле 2001 года. Канадка была выбрана под общим 21-м номером командой «Бостон Брейкерз». Леблан стала основным вратарём клуба и в сезоне 2003 года окончила с ним регулярный сезон на первом месте, проиграв затем в полуфинале. По итогам сезона она была включена в состав второй символической сборной лиги.
После распада WUSA Леблан в 2004 году вместе с рядом других канадских игроков присоединилась к «Монреаль Экстрим» — только что созданной команде полупрофессиональной W-League. За этот клуб она, однако, почти не выступала и сезоны 2005 и 2006 годов провела в другой команде W-League — «Нью-Джерси Уайлдкэтс». В её составе Леблан дважды подряд выигрывала Северо-восточный дивизион, а в 2005 году завоевала чемпионское звание и была признана лучшим вратарём лиги.
В 2009 году канадская футболистка подписала контракт с клубом «Лос-Анджелес Сол» из профессиональной лиги Women’s Professional Soccer (WPS), а после её распада была выбрана на специальном драфте ещё одной командой из той же лиги — «Филадельфия Индепенденс», с которой тоже провела один сезон. Она выиграла с «Лос-Анджелесом» регулярный сезон WPS в 2009 году и оба сезона доходила со своими клубами до финала плей-офф. В сезоне 2011 год Леблан выступала за ещё одну команду WPS, «magicJack», но этот клуб распался до конца года, и канадка снова была приглашена в Филадельфию, в клуб «Скай Блу».

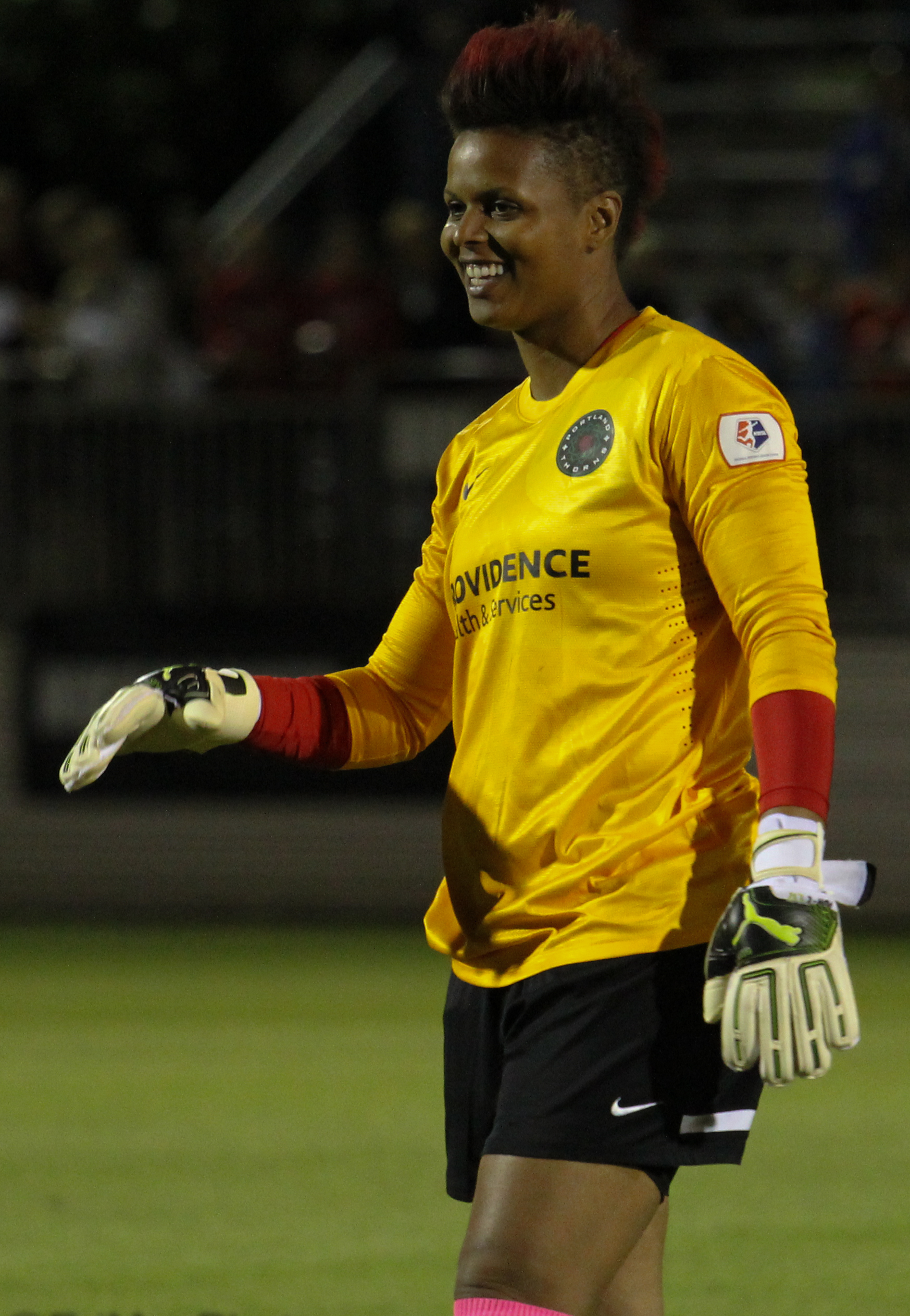
Леблан в составе «Портленд Торнс»

Сезон WPS 2012 года не состоялся, но в следующем году начались игры новой Национальной женской футбольной лиги (NWSL), где Леблан выступала за клуб «Портленд Торнс» вместе с коллегой по канадской сборной Кристин Синклер. В дебютном сезоне лиги она выиграла больше матчей, чем любой другой вратарь (11) и сыграла больше всего встреч «на ноль» (7), в том числе и в финале плей-офф, став с «Торнс» первой чемпионкой NWSL. В общей сложности сыграв 21 матч в стартовом составе, она пропускала в среднем по 1,095 мяча за игру. Однако в январе 2014 года перед началом следующего сезона «Портенд» подписал контракт со звездой сборной Германии Надин Ангерер, что означало, что Леблан теряет место основного вратаря. В итоге её обменяли в клуб «Чикаго Ред Старз». В составе этой команды канадка провела последние два сезона профессиональной карьеры, завершив её в сентябре 2015 года.

## Дальнейшая карьера
Начиная с 2013 года Леблан выступала в качестве посла ЮНИСЕФ, в 2014 году выступила перед Генеральной Ассамблеей ООН с докладом о важности спорта. В июне 2016 года участвовала в программе женского лидерства ФИФА. В 2018 году возглавила женский отдел КОНКАКАФ.
В ноябре 2021 года вернулась в «Портленд Торнс» на должность генерального менеджера. Она сменила на этом посту Гэвина Уилкинсона, вынужденного уйти в отставку из-за скандала вокруг сексуальных домогательств бывшего тренера клуба Пола Райли. Леблан объявила, что после возвращения в «Портленд» планирует освободить свой пост в КОНКАКАФ.